# Charles Calmer Hart
Charles Calmer Hart (* 4. September 1879 in Bryant, Indiana; † 5. Mai 1955 in Cleveland, Ohio) war ein US-amerikanischer Journalist und Diplomat.

## Leben
Charles Calmer Hart absolvierte eine Ausbildung zum Drucker und war 27 Jahre als Journalist für den San Francisco Call tätig sowie Herausgeber der Stadtausgabe des Geneva Herald, Journalist beim Muncie Star und dem Indianapolis Star und Herausgeber der Stadtausgabe des Spokesman-Review in Spokane. Er war außerdem Korrespondent des Portland Oregonian in Washington, D.C.
Am 27. Mai 1925 wurde er zum außerordentlichen Gesandten und Ministre plénipotentiaire in Tirana ernannt, wo er vom 1. August 1925 bis zum 12. Dezember 1929 akkreditiert war. In dieser Zeit änderte das albanische Parlament die Staatsform zur Monarchie. Hart erhielt einen Akkreditierungsbrief für Ahmet Zogu, den er am 13. Dezember 1928 überreichte. Am 12. November 1929 wurde er zum außerordentlichen Gesandten und Ministre plénipotentiaire in Teheran ernannt, wo er vom 9. Februar 1930 bis zum 31. Oktober 1933 akkreditiert war. In dieser Zeit wurde der Staat von Persien in Iran umbenannt. Hart wurde von Reza Schah Pahlavi am 9. Februar 1930 im Golestanpalast zur Entgegennahme des Akkreditierungsschreibens empfangen. Sein Eindruck war, dass er einen Mann getroffen hat, der nur ein paar Sprünge von der Raserei entfernt war, den seine Stammeszugehörigkeit, sein Verfügen über bewaffnete Kräfte zum Schah machte sowie dass seine Regierung nicht für Persien, sondern zum Besten von Reza Schah Pahlavi war. In seiner Amtszeit waren Ernst Herzfeld und Erich Friedrich Schmidt Grabungsleiter des Oriental Institute der University of Chicago in Persepolis.
Ende 1936 sandte ihn die Amiranian Oil Company of New York, ein Tochterunternehmen der Seabord Oil Company, als ihren Vertreter nach Teheran, wo er vom 2. Oktober 1936 bis zum 3. Januar 1937 mit Reza Schah Pahlavi das Einräumen von Konzessionen für Pipelines aushandelte. Das Abkommen wurde von der Madschles Anfang Februar 1937 ratifiziert wurde. Die Amiranian Oil Company of New York entschied am 12. Juni 1938, die Konzessionen nicht zu nutzen. In den folgenden vier Jahren reiste er 300.000 Meilen durch Zentralasien und vereinbarte fünf Konzessionen zur Mineralölausbeutung bzw. dessen Transport. In Afghanistan sicherte er sich Claims auf einer Fläche von 270.000 Quadratmeilen, in Persien Claims auf 200.000 Quadratmeilen und die Konzession für eine Pipeline für Mineralöl aus Afghanistan und Persien. Seine Verhandlungen mit Bakr Sidqī waren nach dessen Ermordung gegenstandslos. Eine für Palästina ausgehandelte Konzession wurde wegen einer Mineralölgesetzgebung von der Amiranian Oil Company of New York zurückgewiesen.